# Strømsgodset Idrettsforening 2012
Questa voce raccoglie le informazioni riguardanti lo Strømsgodset Idrettsforening nelle competizioni ufficiali della stagione 2012.

## Stagione
Lo Strømsgodset chiuse il campionato al 2º posto, alle spalle del Molde: centrò così la qualificazione in Europa League. L'avventura nella Coppa di Norvegia 2012 si chiuse ai quarti di finale, a causa dell'eliminazione per mano del Brann. Il calciatore più utilizzato in stagione fu Lars Christopher Vilsvik, con 35 presenze (30 in campionato); il miglior marcatore fu Péter Kovács, con 22 reti (14 nell'Eliteserien, dove si laureò capocannoniere in ex aequo con Zdeněk Ondrášek).

## Maglie e sponsor
Lo sponsor tecnico per la stagione 2012 fu Diadora, mentre lo sponsor ufficiale fu NextGenTel. La divisa casalinga fu composta da una maglietta di colore blu scuro con inserti bianchi, pantaloncini e calzettoni bianchi. Quella da trasferta, invece, fu completamente bianca, con inserti blu scuro.
| Casa | Trasferta |

## Rosa
| N. |                     | Ruolo | Calciatore           |
| -- | ------------------- | ----- | -------------------- |
| 1  | Norvegia (bandiera) | P     | Borger Thomas        |
| 2  | Norvegia (bandiera) | D     | Mounir Hamoud        |
| 3  | Norvegia (bandiera) | D     | Lars Sætra           |
| 4  | Norvegia (bandiera) | D     | Kim André Madsen     |
| 5  | Norvegia (bandiera) | D     | Krister Aunan        |
| 6  | Norvegia (bandiera) | D     | Alexander Aas        |
| 7  | Norvegia (bandiera) | A     | Muhamed Keita        |
| 8  | Norvegia (bandiera) | A     | Stefan Johansen      |
| 9  | Norvegia (bandiera) | C     | Øyvind Storflor      |
| 10 | Ungheria (bandiera) | A     | Péter Kovács         |
| 11 | Norvegia (bandiera) | A     | Ola Kamara           |
| 12 | Ghana (bandiera)    | P     | Adam Larsen Kwarasey |
| 14 | Norvegia (bandiera) | C     | Lars Iver Strand     |
| 15 | Norvegia (bandiera) | A     | Adama Diomandé       |
| 16 | Norvegia (bandiera) | C     | Abdisalam Ibrahim    |
| 18 | Norvegia (bandiera) | C     | Martin Ovenstad      |
| 19 | Norvegia (bandiera) | A     | Gustav Wikheim       |
| 21 | Ghana (bandiera)    | C     | Enock Kwakwa         |

| N. |                         | Ruolo | Calciatore               |
| -- | ----------------------- | ----- | ------------------------ |
| 21 | Ghana (bandiera)        | C     | Mohammed Abu             |
| 22 | Ghana (bandiera)        | D     | Bismark Adjei-Boateng    |
| 22 | Norvegia (bandiera)     | C     | André Hanssen            |
| 23 | Norvegia (bandiera)     | C     | Anders Ågnes Konradsen   |
| 24 | Norvegia (bandiera)     | P     | Lars Cramer              |
| 25 | Norvegia (bandiera)     | C     | Tokmac Nguen             |
| 26 | Norvegia (bandiera)     | D     | Lars Christopher Vilsvik |
| 27 | Norvegia (bandiera)     | D     | Jarl André Storbæk       |
| 27 | Sierra Leone (bandiera) | D     | Alfred Sankoh            |
| 28 | Ghana (bandiera)        | D     | Razak Nuhu               |
| 29 | Norvegia (bandiera)     | D     | Ole Amund Sveen          |
| 43 | Norvegia (bandiera)     | D     | Behajdin Celina          |
| 45 | Norvegia (bandiera)     | C     | Mads Gundersen           |
| 48 | Norvegia (bandiera)     | C     | Viktor Hellum            |
| 50 | Norvegia (bandiera)     | D     | Karanveer Grewal         |
| 52 | Norvegia (bandiera)     | P     | Herman Rhoden            |
| 57 | Norvegia (bandiera)     | C     | Iver Fossum              |
| 65 | Norvegia (bandiera)     | C     | Ole Lauritzen            |

## Calciomercato

### Sessione invernale(dal 01/01 al 31/03)
| Acquisti | Acquisti         | Acquisti        | Acquisti      |
| R.       | Nome             | da              | Modalità      |
| -------- | ---------------- | --------------- | ------------- |
| P        | Borger Thomas    | Bærum           | definitivo    |
| D        | Mounir Hamoud    | svincolato      |               |
| D        | Lars Sætra       | Sandefjord      | fine prestito |
| D        | Ole Amund Sveen  | Raufoss         | definitivo    |
| C        | Mohammed Abu     | Manchester City | prestito      |
| C        | Bardh Shala      | Skeid           | definitivo    |
| C        | Martin Ovenstad  | Mjøndalen       | definitivo    |
| C        | Lars Iver Strand | svincolato      |               |
| A        | Adama Diomandé   | Hødd            | definitivo    |
| A        | Péter Kovács     | Lierse          | definitivo    |

| Cessioni | Cessioni           | Cessioni        | Cessioni      |
| R.       | Nome               | a               | Modalità      |
| -------- | ------------------ | --------------- | ------------- |
| P        | Lars Stubhaug      |                 | svincolato    |
| D        | Glenn Andersen     |                 | svincolato    |
| D        | Krister Aunan      | Bærum           | prestito      |
| C        | Omar Elabdellaoui  | Manchester City | fine prestito |
| C        | Kjetil Lundebakken |                 | ritiro        |
| C        | Fredrik Nordkvelle |                 | svincolato    |
| C        | Mads Ryghseter     |                 | svincolato    |
| C        | Bardh Shala        | Notodden        | prestito      |
| A        | Eirik Markegård    |                 | svincolato    |
| A        | Colin N'Kee        | Strømmen        | prestito      |

### Sessione estiva(dal 01/08 al 31/08)
| Acquisti | Acquisti              | Acquisti        | Acquisti      |
| R.       | Nome                  | da              | Modalità      |
| -------- | --------------------- | --------------- | ------------- |
| D        | Bismark Adjei-Boateng | Manchester City | prestito      |
| D        | Krister Aunan         | Bærum           | fine prestito |
| D        | Jarl André Storbæk    | SønderjyskE     | definitivo    |
| C        | Abdisalam Ibrahim     | Manchester City | prestito      |
| C        | Enock Kwakwa          | Manchester City | prestito      |
| A        | Colin N'Kee           | Strømmen        | fine prestito |

| Cessioni | Cessioni      | Cessioni        | Cessioni      |
| R.       | Nome          | a               | Modalità      |
| -------- | ------------- | --------------- | ------------- |
| P        | Herman Rhoden | Vestfossen      | prestito      |
| C        | Mohammed Abu  | Manchester City | fine prestito |
| C        | André Hanssen |                 | ritiro        |
| C        | Alfred Sankoh | Şanlıurfaspor   | definitivo    |
| A        | Colin N'Kee   | Lørenskog       | definitivo    |

## Risultati

### Eliteserien

#### Girone di andata
| Arbitro: | Skjerven (Kaupanger) |

|                    |           |             |
| Angan 67’ Gatt 70’ | Marcatori | 86’ Wikheim |

| Arbitro: | Moen (Haugesund) |

|                                      |           |                         |
| Storflor 35’ Diomande 47’ Strand 90’ | Marcatori | 22’ Pedersen 36’ Hæstad |

| Arbitro: | Berntsen (Vang) |

|                                           |           |                                |
| Diomande 33’ Kamara 57’ (rig.) Kovács 84’ | Marcatori | 18’, 43’ Đurđić 85’ Andreassen |

| Arbitro: | Staberg (Harstad) |

|            |           |                    |
| Barmen 90’ | Marcatori | 41’ Aas 58’ Kovács |

| Arbitro: | Sandmoen (Kjelsås) |

|                    |           |  |
| Vilsvik 31’ (rig.) | Marcatori |  |

| Arbitro: | Hagen (Grue) |

|  |           |              |
|  | Marcatori | 25’ Diomande |

| Arbitro: | Moen (Haugesund) |

|                                 |           |  |
| Sankoh 42’ Aas 60’ Diomande 81’ | Marcatori |  |

| Arbitro: | Hafsås (Trondheim) |

|                              |           |              |
| Barrantes 41’ Fuhre 43’, 72’ | Marcatori | 33’ Diomande |

| Arbitro: | Edvartsen (Hamar) |

|                           |           |  |
| Konradsen 2’ Storflor 59’ | Marcatori |  |

| Arbitro: | Skjerven (Kaupanger) |

|                         |           |                         |
| Aas 76’ (aut.) Horn 80’ | Marcatori | 41’ Kovács 45’, 79’ Abu |

| Arbitro: | Sælen (Bergen) |

|         |           |  |
| Aas 87’ | Marcatori |  |

| Arbitro: | Moen (Haugesund) |

|                                        |           |                      |
| Sætra 4’ (aut.) Dočkal 45’ (rig.), 77’ | Marcatori | 44’, 65’, 74’ Kamara |

| Arbitro: | Hafsås (Trondheim) |

|                                             |           |  |
| Keita 32’ Kamara 40’, 90’ Lafton 48’ (aut.) | Marcatori |  |

| Arbitro: | Hansen (Feda) |

|              |           |                         |
| Haugsdal 86’ | Marcatori | 53’ Storflor 79’ Kovács |

| Arbitro: | Kjensli (Oslo) |

|                        |           |              |
| Johansen 26’ Keita 50’ | Marcatori | 10’ Aanestad |

#### Girone di ritorno
| Arbitro: | Skjerven (Kaupanger) |

|                           |           |              |
| Børven 34’ Aas 50’ (aut.) | Marcatori | 42’ Diomande |

| Arbitro: | Sælen (Bergen) |

|                                                      |           |  |
| Johansen 18’ Kovács 56’, 73’ Diomande 62’ Kamara 83’ | Marcatori |  |

| Arbitro: | Staberg (Harstad) |

|              |           |              |
| Ri. Riski 9’ | Marcatori | 88’ Storflor |

| Arbitro: | Nilsen (Grue) |

|                                                        |           |  |
| Kristiansen 27’ Ciss 31’ Drage 44’ (rig.) Ondrášek 90’ | Marcatori |  |

| Arbitro: | Hagen (Grue) |

|                                   |           |                                           |
| Kovács 42’, 64’ Kamara 76’ (rig.) | Marcatori | 47’ Helstad 54’ Knudtzon 70’ (rig.) Riise |

| Arbitro: | Staberg (Harstad) |

|                    |           |           |
| Ricardo Santos 75’ | Marcatori | 73’ Keita |

| Arbitro: | Hansen (Feda) |

|                                              |           |  |
| Kovács 24’ Johansen 39’ Nuhu 61’ Wikheim 86’ | Marcatori |  |

| Arbitro: | Døvle (Larvik) |

|                                               |           |                         |
| Olsen 36’ Thioune 58’ (rig.) Vet. Berisha 77’ | Marcatori | 56’ Ibrahim 75’ Vilsvik |

| Arbitro: | Moen (Haugesund) |

|                               |           |  |
| Vilsvik 54’ (rig.) Kamara 73’ | Marcatori |  |

| Arbitro: | Johnsen (Tønsberg) |

|           |           |             |
| Anene 76’ | Marcatori | 15’ Ibrahim |

| Arbitro: | Edvartsen (Hamar) |

|             |           |            |
| Storbæk 90’ | Marcatori | 14’ Berget |

| Arbitro: | Johnsen (Tønsberg) |

|                        |           |                             |
| Engblom 44’ Haukås 76’ | Marcatori | 49’, 90’ Kovács 54’ Storbæk |

| Arbitro: | Skjerven (Kaupanger) |

|                       |           |           |
| Kamara 67’ Kovács 76’ | Marcatori | 65’ Prica |

| Arbitro: | Hafsås (Trondheim) |

|                      |           |             |
| Gytkjær 54’ Pepa 76’ | Marcatori | 32’ Ibrahim |

| Arbitro: | Staberg (Harstad) |

|                           |           |                |
| Kamara 6’ Kovács 24’, 88’ | Marcatori | 13’ Gunnarsson |

### Coppa di Norvegia
| Solbergelva 1º maggio 2012, ore 18:00 Primo turno                                                                             | Solberg   | 0 – 9 referto                                                                               | Strømsgodset | Solbergbanen |
| \| \| \| \| \| \| Marcatori \| 19’, 26’, 53’ Kovács 33’ Vilsvik 36’, 60’ Keita 55’ Storflor 68’ Sætra 81’ (rig.) Konradsen \| |           |                                                                                             |              |              |
| |           |                                                                                             |              |              |
| | Marcatori | 19’, 26’, 53’ Kovács 33’ Vilsvik 36’, 60’ Keita 55’ Storflor 68’ Sætra 81’ (rig.) Konradsen |              |              |

| Arbitro: | Moen |

|  |           |                         |
|  | Marcatori | 24’ Kovács 45’ Johansen |

| Arbitro: | Ahlsen |

|                              |           |                      |
| Storflor 45’ Kovács 76’, 79’ | Marcatori | 14’ Jenssen 17’ Dale |

| Arbitro: | Skjerven (Kaupanger) |

|                                                          |           |               |
| Kovács 26’ Sankoh 42’ Konradsen 52’, 62’ Kamara 84’, 88’ | Marcatori | 73’ Kirkevold |

| Arbitro: | Moen (Haugesund) |

|                                                             |           |                                      |
| Jonsson 44’ Nordkvelle 68’ Bentley 71’ Huseklepp 86’ (rig.) | Marcatori | 22’ Kovács 58’ Storflor 90’ Diomande |

## Statistiche

### Statistiche di squadra
| Competizione      | Punti | In casa | In casa | In casa | In casa | In casa | In casa | In trasferta | In trasferta | In trasferta | In trasferta | In trasferta | In trasferta | Totale | Totale | Totale | Totale | Totale | Totale | DR  |
| Competizione      | Punti | G       | V       | N       | P       | Gf      | Gs      | G            | V            | N            | P            | Gf           | Gs           | G      | V      | N      | P      | Gf     | Gs     | DR  |
| ----------------- | ----- | ------- | ------- | ------- | ------- | ------- | ------- | ------------ | ------------ | ------------ | ------------ | ------------ | ------------ | ------ | ------ | ------ | ------ | ------ | ------ | --- |
| Eliteserien       | 58    | 15      | 12      | 3       | 0       | 39      | 12      | 15           | 5            | 4            | 6            | 23           | 28           | 30     | 17     | 7      | 6      | 62     | 40     | +22 |
| Coppa di Norvegia | -     | 2       | 2       | 0       | 0       | 9       | 3       | 3            | 2            | 0            | 1            | 14           | 4            | 5      | 4      | 0      | 1      | 23     | 7      | +16 |
| Totale            | -     | 17      | 14      | 3       | 0       | 48      | 15      | 18           | 7            | 4            | 7            | 37           | 32           | 35     | 21     | 7      | 7      | 85     | 47     | +38 |

### Statistiche dei giocatori
| Giocatore          | Eliteserien | Eliteserien | Eliteserien | Eliteserien | Coppa di Norvegia | Coppa di Norvegia | Coppa di Norvegia | Coppa di Norvegia | Totale   | Totale | Totale      | Totale     |
| Giocatore          | Presenze    | Reti        | Ammonizioni | Espulsioni  | Presenze          | Reti              | Ammonizioni       | Espulsioni        | Presenze | Reti   | Ammonizioni | Espulsioni |
| ------------------ | ----------- | ----------- | ----------- | ----------- | ----------------- | ----------------- | ----------------- | ----------------- | -------- | ------ | ----------- | ---------- |
| A. Aas             | 12          | 3           | 1           | 0           | 2                 | 0                 | 0                 | 0                 | 14       | 3      | 1           | 0          |
| M. Abu             | 11          | 2           | 1           | 0           | 1                 | 0                 | 0                 | 0                 | 12       | 2      | 1           | 0          |
| B. Adjei-Boateng   | 8           | 0           | 1           | 0           | 0                 | 0                 | 0                 | 0                 | 8        | 0      | 1           | 0          |
| K. Aunan           | 0           | 0           | 0           | 0           | 0                 | 0                 | 0                 | 0                 | 0        | 0      | 0           | 0          |
| B. Celina          | 0           | 0           | 0           | 0           | 0                 | 0                 | 0                 | 0                 | 0        | 0      | 0           | 0          |
| L. Cramer          | 1           | 0           | 0           | 0           | 2                 | 0                 | 0                 | 0                 | 3        | 0      | 0           | 0          |
| A. Diomande        | 21          | 7           | 1           | 0           | 3                 | 1                 | 0                 | 0                 | 24       | 8      | 1           | 0          |
| I. Fossum          | 0           | 0           | 0           | 0           | 0                 | 0                 | 0                 | 0                 | 0        | 0      | 0           | 0          |
| K. Grewal          | 1           | 0           | 0           | 0           | 2                 | 0                 | 0                 | 0                 | 3        | 0      | 0           | 0          |
| M. Gundersen       | 0           | 0           | 0           | 0           | 1                 | 0                 | 0                 | 0                 | 1        | 0      | 0           | 0          |
| M. Hamoud          | 12          | 0           | 1           | 0           | 1                 | 0                 | 0                 | 0                 | 13       | 0      | 1           | 0          |
| A. Hanssen         | 0           | 0           | 0           | 0           | 0                 | 0                 | 0                 | 0                 | 0        | 0      | 0           | 0          |
| V. Hellum          | 0           | 0           | 0           | 0           | 0                 | 0                 | 0                 | 0                 | 0        | 0      | 0           | 0          |
| A. Ibrahim         | 11          | 3           | 1           | 0           | 1                 | 0                 | 0                 | 1                 | 12       | 3      | 1           | 1          |
| S. Johansen        | 27          | 3           | 4           | 0           | 5                 | 1                 | 0                 | 0                 | 32       | 4      | 4           | 0          |
| O. Kamara          | 30          | 11          | 1           | 0           | 4                 | 2                 | 0                 | 0                 | 34       | 13     | 1           | 0          |
| M. Keita           | 19          | 3           | 2           | 0           | 5                 | 2                 | 0                 | 0                 | 24       | 5      | 2           | 0          |
| A. Konradsen       | 29          | 1           | 2           | 0           | 5                 | 3                 | 0                 | 0                 | 34       | 4      | 2           | 0          |
| P. Kovács          | 28          | 14          | 5           | 0           | 5                 | 8                 | 1                 | 0                 | 33       | 22     | 6           | 0          |
| E. Kwakwa          | 0           | 0           | 0           | 0           | 0                 | 0                 | 0                 | 0                 | 0        | 0      | 0           | 0          |
| A. Larsen Kwarasey | 29          | 0           | 2           | 0           | 3                 | 0                 | 1                 | 0                 | 32       | 0      | 3           | 0          |
| O. Lauritzen       | 0           | 0           | 0           | 0           | 0                 | 0                 | 0                 | 0                 | 0        | 0      | 0           | 0          |
| K. Madsen          | 27          | 0           | 3           | 1           | 3                 | 0                 | 1                 | 0                 | 30       | 0      | 4           | 1          |
| T. Nguen           | 1           | 0           | 0           | 0           | 0                 | 0                 | 0                 | 0                 | 1        | 0      | 0           | 0          |
| R. Nuhu            | 25          | 1           | 3           | 1           | 4                 | 0                 | 0                 | 0                 | 29       | 1      | 3           | 1          |
| M. Ovenstad        | 3           | 0           | 0           | 0           | 1                 | 0                 | 0                 | 0                 | 4        | 0      | 0           | 0          |
| H. Rhoden          | 0           | 0           | 0           | 0           | 0                 | 0                 | 0                 | 0                 | 0        | 0      | 0           | 0          |
| L. Sætra           | 13          | 0           | 2           | 0           | 3                 | 1                 | 0                 | 0                 | 16       | 1      | 2           | 0          |
| A. Sankoh          | 11          | 1           | 0           | 0           | 2                 | 1                 | 0                 | 0                 | 13       | 2      | 0           | 0          |
| J. Storbæk         | 10          | 2           | 1           | 0           | 0                 | 0                 | 0                 | 0                 | 10       | 2      | 1           | 0          |
| Ø. Storflor        | 27          | 4           | 1           | 0           | 5                 | 3                 | 0                 | 0                 | 32       | 7      | 1           | 0          |
| L. Strand          | 20          | 1           | 3           | 0           | 0                 | 0                 | 0                 | 0                 | 20       | 1      | 3           | 0          |
| O. Sveen           | 2           | 0           | 0           | 0           | 4                 | 0                 | 0                 | 0                 | 6        | 0      | 0           | 0          |
| B. Thomas          | 0           | 0           | 0           | 0           | 0                 | 0                 | 0                 | 0                 | 0        | 0      | 0           | 0          |
| L. Vilsvik         | 30          | 3           | 2           | 0           | 5                 | 1                 | 1                 | 0                 | 35       | 4      | 3           | 0          |
| G. Wikheim         | 10          | 2           | 0           | 0           | 2                 | 0                 | 0                 | 0                 | 12       | 2      | 0           | 0          |